# Centre hospitalier universitaire de Bouaké
Le centre hospitalier universitaire de Bouaké ou CHU est un établissement national public crée en 1994 sur une superficie de 23 hectares. Le CHU de Bouaké est situé en plein cœur de la ville de Bouaké, précisément au quartier Odiénékourani, en face de la préfecture et du lycée classique 1 de Bouaké, sur la voie principale menant à l'aéroport. Le CHU est jusqu'aujourd'hui le seul centre hospitalier universitaire à l'intérieur de la Côte d'Ivoire. 

## Historique
La construction du centre hospitalier universitaire de Bouaké connaît plusieurs phases . Nous sommes passés de l'hôpital central à l'hôpital département ensuite, le centre hospitalier régional de Bouaké, il est enfin devenu centre hospitalier et universitaire (CHU) depuis le 14 décembre 1994.
La création du centre hospitalier universitaire est motivée par plusieurs raisons parmi lesquelles, on peut citer; d'une part, décentraliser les hautes expertises médicales afin que tout ne soit pas concentré à Abidjan. D'autre part, accompagner l'université de Bouaké dans sa volonté de créer une faculté de médecines au centre du pays. Désormais les malades des régions du nord, du centre et nord ouest se rabattent sur le Centre hospitalier universitaire de Bouaké afin d’écouter le trajet d’Abidjan. 
De 2002-2007, le centre hospitalier universitaire de Bouaké connaît une forte période de crise dans son histoire. L'établissement sanitaire de troisième niveau et de loin le premier à l'intérieur du pays qui couvre l’ensemble des zones nord de la Côte d’Ivoire, devrait fermer ses portes à cause des crises post-putsch de 1999 et post-électorale de 2000. À partir de 2008, à la faveur de Ouagadougou, L'Etat de Côte d'Ivoire prend progressivement le contrôle sur le Centre hospitalier universitaire de Bouaké. Les malades tardent à venir à cause de la mauvaise qualité des services du CHU et de l'état de détérioration des infrastructures. De 2008 à 2010, les chiffres nous indique une nette progression au fil des ans. 

## Organisation
Le Centre hospitalier et universitaire (CHU) de Bouaké est un hôpital public de troisième niveau de référence inauguré le 14 décembre 1994. 

### Direction
La direction générale du CHU de Bouaké est assurée par une équipe constituée par le Directeur général (DG), le Directeur médical et scientifique (DMS) et le Directeur de l’administration et des finances (DAF), tous nommés par décret pris en Conseil des Ministres.

## Servives

### Lab moléculaire
Le gouvernement fédéral de l’Allemagne, en partenariat avec l’Institut Robert Koch (RKI) et l’Institut Helmholtz pour One Health (HIOH) offre le 19 juin 2023 au CHU de Bouaké un laboratoire de diagnostic méloculaire de séquençage génomique. C'est un bâtiment R+1 et équipé avec un niveau de sécurité B3. Le coût de construction de l'édice est estimé à un montant total de 327 millions de Franc CFA. Ce laboratoire complète les laboratoires de référence existants et vient renforcer le système de diagnostic du CHU de Bouaké,.

### Centre d’oncologie
L'ouverture officielle du centre d'oncologie du centre hospitalier universitaire de Bouaké par Dr Ablé Ekissi, inspecteur de la santé. Cette ouverture marque la célébration de la journée internationale de lutte contre le cancer (25 novembre 2022). Le centre vient faciliter l'accessibilité au dépistage et au diagnostic du cancer aux populations de cette région ainsi que la partie nord de la Côte d'Ivoire.